# باد فوستر
باد فوستر (بالإنجليزية: Bud Foster)‏ هو مدير فني أمريكي، ولد في 28 يوليو 1959 في سومرست في الولايات المتحدة.